# Сосна Веймута
{{#ifeq:0|0|{{#if:|{{#if:Pinusstrobus|[[]}}|}}}}

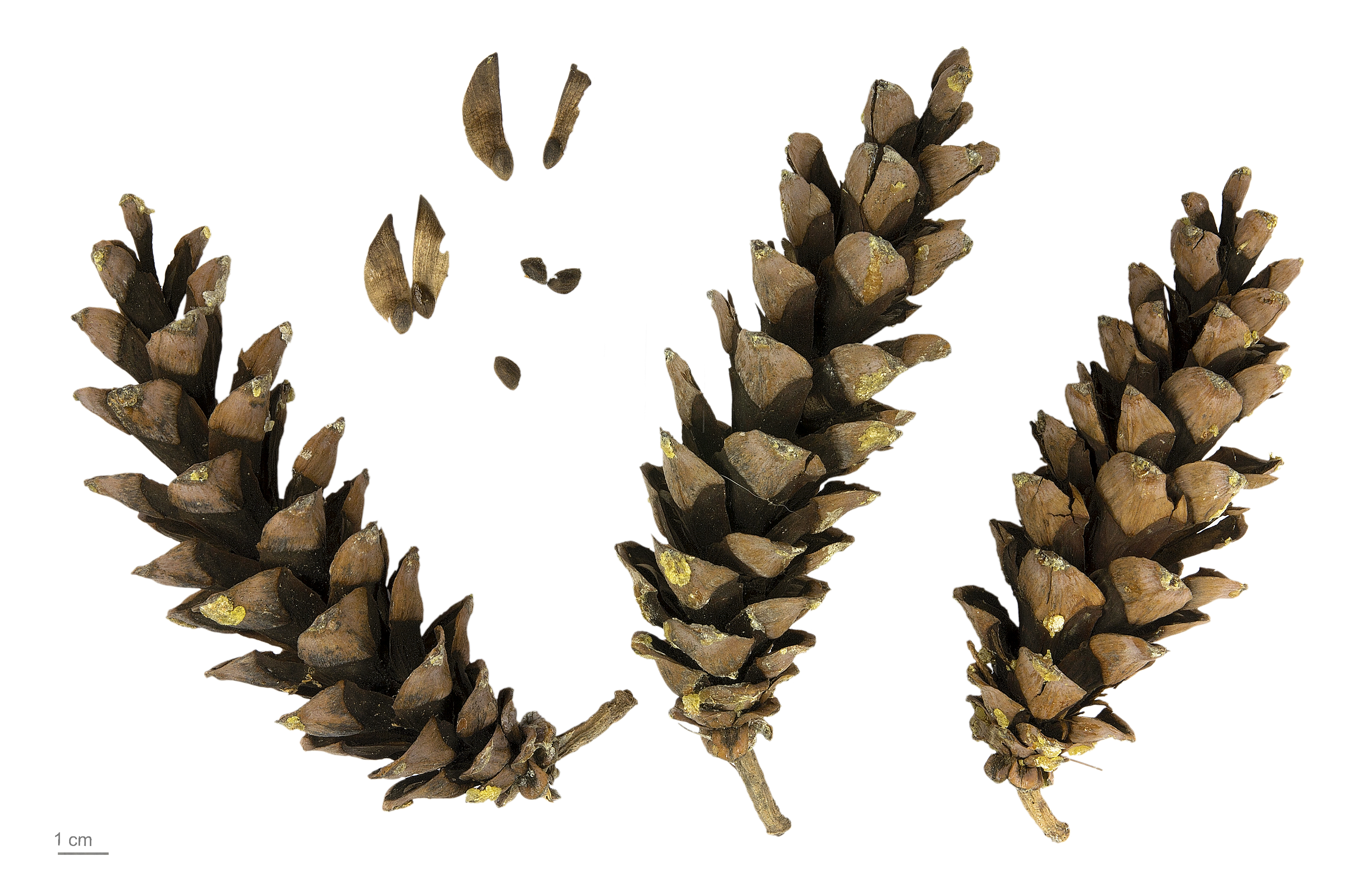
Pinus strobus - Тулузький музей

Сосна Веймута, або Веймутова (Pinus strobus L.) — дерево родини соснових, із зеленувато-сірою корою, тоненькою, м'якою, майже сріблястою хвоєю, що розташовується на пагоні пучками по п'ять штук.
Походить з Північної Америки, де досягає 75 м висоти. В Європі ця культура вирощується понад 260 років. «Сосною Веймута» її називають на честь лорда Веймута (Weymouth), який привіз її насіння з Америки та займався розведенням в Англії на поч. XVIII ст.

## Опис
Дерево 30 - 67 м. заввишки, до 75 м. Товщиною від 100 см до 180 см. Стовбур прямий. Крона спочатку конусоподібна потім заокруглена або неправильної форми. Кора світло - сіра але з часом стає темнішою та грубішою, на ній з'являються глибокі тріщини. Молоді пагони тонкі буро-зелені, голі або волосисті під листовими подушками. Великі гілки кільчасті, розходяться в сторони і злегка вгору. Гілки тонкі, гладкі або покриті легким пушком, блідо-бурі, з часом стають сірими. Хвоїнки розташовані по 5 в пучку, довжиною 6-10 см і товщиною 0,7-1 мм, прямі або злегка зігнуті, гнучкі, темно-зелені або сизувато-зелені. Шишки довжиною (7) 8-20 см, симетричні, бурі або блідо-коричневі, з фіолетовим або сірим відтінком; висять гронами, на черешках довжиною 2-3 см. Насіння овальне або яйцеподібне, звужені на обох кінцях, 5-6 мм, червоно-коричневе з темним цятками. Крило довжиною 1,8-2,5 см, блідо-коричневе, легко відділяється від насіння.

## Поширення

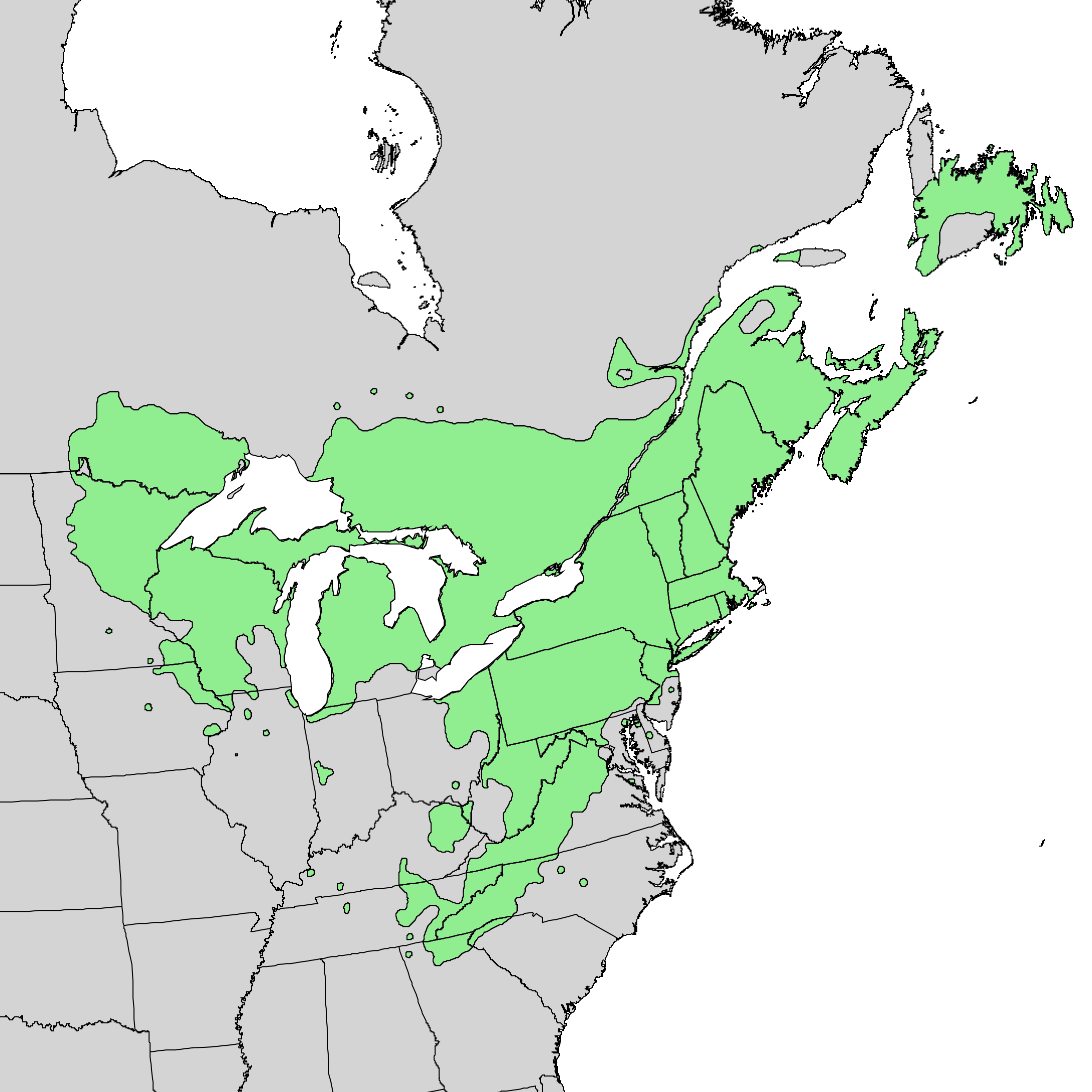
Мапа поширення виду

Широко поширена на північному сході США (всі штати на схід від Міннесоти, Айови, Іллінойсу, Кентуккі, Теннессі і Джорджії) і південно-східних провінціях Канади (Ньюфаундленд, Нова Шотландія, Нью-Брансвік, Острів Принца Едварда, Квебек, Онтаріо і Манітоба), а також на французьких островах  Сен-П'єр і Мікелон. Відомі варіації у Мексиці і Гватемалі.

## Екологічна приуроченість
Дерево швидко росте й невибагливе до ґрунтів.
На півночі ареалу росте на рівні моря, на півдні піднімається на висоту до 1500 м над рівнем моря. Віддає перевагу добре дренованим супіщаним ґрунтам і прохолодному, вологому клімату, хоча трапляється й на верхових болотах та на скелястих узгір'ях.
В Україні є значні насадження сосни Веймута, вона добре акліматизувалась і дає високопродуктивні насадження. Вона швидкоросла, морозостіка, більш тіневитривала, аніж сосна звичайна, не дуже вибаглива до родючості ґрунту (як і сосна звичайна).
Уражується іржастими грибами Peridermium strobi (проміжний хазяїн — чорна смородина).

## Використання
З деревини виготовляють олівці, сірники, фанеру. Дерево використовують для озеленення міст.